# Alvin Plantinga
Alvin Carl Plantinga (Ann Arbor, 15 novembre 1932) è un filosofo, teologo e educatore statunitense.
Specializzato in filosofia analitica, epistemologia e metafisica, le sue idee più note sono quelle sulla "difesa del libero arbitrio" e la "forma ontologica modale". Attualmente professore emerito di filosofia alla University of Notre Dame e presidente del Dipartimento di Filosofia al Calvin College, è rinomato anche per la sua opera nel campo della filosofia della religione e dell'apologetica cristiana, inoltre come difensore delle fedi cristiane puriste tramite i metodi di filosofia analitica.
Autore di numerosi saggi, tra i quali God and Other Minds (1967), The Nature of Necessity (1974), e l'importante serie sulla Giustificazione culminata con Warranted Christian Belief (2000) [Trad.It. Garanzia della Fede Cristiana (2014)]– Plantinga ha tenuto le lezioni Gifford Lectures tre volte, venendo descritto nel 1980 da Time come "il principale filosofo protestante americano su Dio."

## Biografia

### Famiglia
Plantinga è nato il 15 novembre 1932 ad Ann Arbor (Michigan) da Cornelio A. Plantinga (1908-1994) e Lettie G. Bossenbroek (1908-2007); Plantinga padre era un immigrato di prima generazione nato nei Paesi Bassi. La sua famiglia è originaria della provincia olandese di Frisia. Il padre di Plantinga conseguì un Dottorato di Ricerca in filosofia alla Duke University e un Master in psicologia, insegnando poi diverse materie di studio in varie università nel corso degli anni. Uno dei fratelli di Plantinga, Cornelius Plantinga, è un teologo e ex presidente del Calvin Theological Seminary. Un altro dei suoi fratelli, Leon Plantinga, è professore emerito di musicologia a Yale University. Il fratello Terrell ha lavorato per la CBS News.
Nel 1955, Plantinga ha sposato Kathleen De Boer. Plantinga e sua moglie hanno avuto quattro figli: Carl, Jane, Harry e Ann Entrambi i suoi figli sono professori al Calvin College, Carl in cinematografia e Harry in informatica Harry è anche il direttore della Christian Classics Ethereal Library del College stesso. La figlia maggiore, Jane Plantinga Pauw, è un pastore presso la Rainier Beach Presbyterian Church in Seattle e sua figlia minore, Ann Kapteyn, è una missionaria in Camerun e lavora per l'organizzazione internazionale paraecclesiastica Wycliffe Bible Translators.

### Carriera

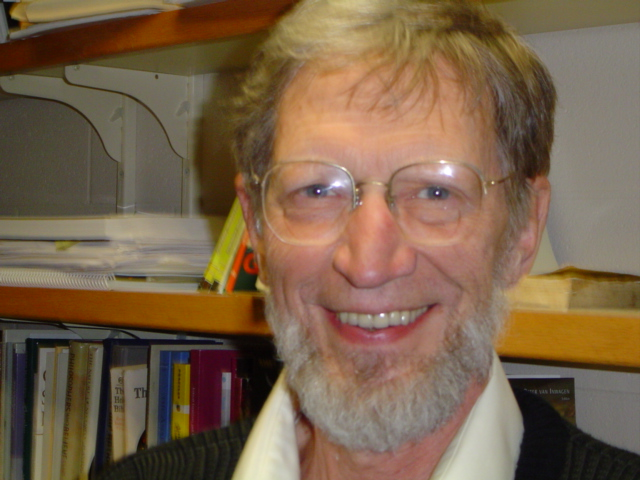
Plantinga alla University of Notre Dame nel 2004

Plantinga iniziato la sua carriera come docente nel dipartimento di filosofia a Yale nel 1957, e poi, dopo aver conseguito un Dottorato di Ricerca (Ph.D.) alla Yale University nel 1958, è diventato professore di filosofia presso la Wayne State University. Nel 1963, ha accettato un posto di docente al Calvin College, dove ha sostituito il rinomato filosofo professor William Harry Jellema, andato in pensione. Plantinga ha poi trascorso i successivi 19 anni al Calvin prima di passare alla University of Notre Dame nel 1982. È successivamente andato in pensione da questa Università nel 2010 ed è ritornato al Calvin College, dove ricopre il ruolo di primo titolare della cattedra "William Harry Jellema" in Filosofia.

### Premi e riconoscimenti
Plantinga è stato presidente della American Philosophical Association, Western Division, 1981-1982. e Presidente della Society of Christian Philosophers 1983-1986.
Ha ricevuto lauree honoris causa dall'Università di Glasgow (1982), Calvin College (1986), North Park College (1994), Libera Università di Amsterdam (1995), Brigham Young University (1996), e Università di Valparaiso (1999).
È stato un Guggenheim Fellow nel periodo 1971-1972, ed eletto Fellow della American Academy of Arts and Sciences nel 1975.
Nel 2006, il Centro per la Filosofia della Religione della University of Notre Dame ha rinominato la Distinguished Scholar Fellowship col titolo "Alvin Plantinga Fellowship". Tale Fellowship comprende una lezione pubblica annuale del Fellow in carica.

## Filosofia
Plantinga ha sostenuto che alcune persone possono sapere che Dio esiste come una convinzione di fondo (assioma di un dato sistema di credenze), che non richiede argomentazione. Ha sviluppato questa posizione in due modi diversi: in primo luogo, in God and Other Minds, traendo un'equivalenza tra l'argomento teleologico e l'opinione di senso comune che la gente ha delle altre menti esistenti per analogia con la propria mente Plantinga ha inoltre sviluppato un rendiconto epistemologico più completo della natura della Giustificazione (il warrant) che permette l'esistenza di Dio come una convinzione di base.
Plantinga ha anche sostenuto che non vi è alcuna incoerenza logica tra l'esistenza del male e l'esistenza di un Dio onnipotente, onnisciente, infinitamente buono.

### Il problema del male
Lo scopo di Plantinga nella sua "Difesa del Libero Arbitrio" è quello di mostrare che l'esistenza di un Dio onnisciente, onnipotente, infinitamente buono, non è incompatibile con l'esistenza del male, come molti filosofi hanno invece sostenuto. Secondo Plantinga, "l'idea centrale della Difesa del Libero Arbitrio [è] che anche se Dio è onnipotente, ci sono tuttavia mondi possibili che potrebbe non aver realizzato." La limitazione ai soli "mondi possibili" tuttavia comporta una definizione di onnipotenza limitata rispetto a quella biblica ad esempio ove "nulla e' impossibile a dio", considerando quindi il dio come solo in grado di realizzare alcuni mondi, quelli definiti come possibili, invece che tutti i mondi.
Secondo Chad Meister, professore di filosofia al Bethel College, la maggioranza dei filosofi contemporanei accettano che la difesa del libero arbitrio dimostri che è logicamente possibile per Dio e male di coesistere, a condizione che sia logicamente possibile una valida nozione di libero arbitrio. Il problema del male è oggi comunemente inquadrato in una forma evidenziale che non comporta l'affermazione che Dio e il male sono logicamente contraddittori o inconsistenti. Tuttavia, alcuni filosofi continuano a difendere la cogenza del problema logico del male.

### Epistemologia riformata
I contributi di Plantinga all'epistemologia includono un'argomentazione che lui ribattezza "epistemologia riformata". Secondo l'epistemologia riformata, la fede in Dio può essere razionale e giustificata anche senza argomenti o prove dell'esistenza di Dio. Più specificamente, Plantinga sostiene che la fede in Dio è correttamente basilare (un assioma di credenza), e a causa di una epistemologia religiosa esternalista, egli afferma che la fede in Dio può essere giustificata in modo indipendente da prove. La sua epistemologia esternalista, chiamata "funzionalismo corretto", è una forma di affidabilismo epistemologico.
Plantinga discute la sua visione della epistemologia riformata e funzionalismo corretto in una serie di tre volumi. Nel primo libro della trilogia Warrant: The Current Debate, Plantinga introduce, analizza e critica gli sviluppi in epistemologia analitica del XX secolo, in particolare le opere di Roderick Chisholm, Laurence Bonjour, William Alston, Alvin Goldman, e altri.
Nel secondo libro, Warrant and Proper Function, introduce la nozione di "warrant" come alternativa alla giustificazione e discute argomenti quali la conoscenza di sé, i ricordi, la percezione, e la probabilità. Plantinga, nel suo resoconto della funzione corretta, sostiene che, come condizione necessaria di warrant, il nostro "apparato di facoltà di formare credenze e mantenere credenze" debba funzionare correttamente, "operando nel modo in cui deve operare". Spiega la sua tesi del corretto funzionamento facendo riferimento a un "progetto di disegno", e anche a un ambiente in cui l'apparato cognitivo sia ottimale per l'uso. Plantinga afferma che il progetto di disegno non richiede un disegnatore: "può darsi che l'evoluzione (non diretta da Dio o da chiunque altro) ci abbia in qualche modo fornito i nostri progetti di disegno", ma il caso paradigmatico di un progetto di disegno è paragonabile a un prodotto tecnologico disegnato da un essere umano (come una radio o una ruota).
Plantinga si adopera a difendere questo punto di vista della funzione corretta contro tesi alternative della stessa, proposte da altri filosofi che egli raggruppa come "naturalistici", includendoci anche la proposta di "generalizzazione funzionale" affermata da John L. Pollock, di quella evolutiva/eziologica fornita da Ruth Millikan, e quella disposizionale tenuta da John Bigelow e Robert Pargetter. L'argomento evolutivo di Plantinga contro il naturalismo è discusso anche nei capitoli successivi del suo Warrant and Proper Function
Nel terzo volume, pubblicato nel 2000 col titolo Warranted Christian Belief, Plantinga reintroduce la sua teoria del warrant per chiedere se la credenza teistica cristiana può godere di giustificazione. Sostiene che questo sia plausibile. Da notare che il libro non affronta però la domanda se il teismo cristiano sia vero o falso.

### Argomento ontologico modale
Plantinga ha espresso una versione dell'argomento ontologico in cui utilizza la logica modale per sviluppare, in modo più rigoroso e formale, l'argomento ontologico di Anselmo d'Aosta come riproposto dai filosofi Norman Malcolm e Charles Hartshorne.
In linguaggio naturale l'argomento di Plantinga si può riassumere nella seguente maniera:
1. Un ente possiede massima eccellenza in un dato mondo possibile W se e solo se è onnipotente, onnisciente e massimamente buono in W, e
2. Un ente possiede massima grandezza in un dato mondo possibile W se e solo se possiede massima eccellenza in tutti i mondi possibili.
3. È possibile che un ente possieda massima eccellenza.
4. Perciò, possibilmente, è necessario che esista un ente onnipotente, onnisciente e massimamente buono.
5. Quindi, è necessario che esista un ente onnipotente, onnisciente e massimamente buono.
6. Dunque, esiste un ente onnipotente, onnisciente e massimamente buono.

William Lane Craig propone una versione equivalente, ma più minimalista, dell'argomento ontologico di Plantinga:
1. È possibile che un ente massimamente grande esista necessariamente
2. Se è possibile che un ente massimamente grande esista necessariamente, allora esiste in qualche mondo possibile.
3. Se un ente massimamente grande esiste necessariamente in qualche mondo possibile, allora esiste in tutti i mondi possibili.
4. Se un ente massimamente grande esiste in tutti i mondi possibili, allora esiste anche nel mondo reale.
5. Perciò, esiste un ente massimamente grande.

### Argomento evolutivo contro il naturalismo
Nell'argomento evolutivo contro il naturalismo, Plantinga sostiene che la verità dell'evoluzione è una sconfitta epistemica del naturalismo (cioè, se l'evoluzione è vera, essa compromette il naturalismo metafisico). La sua tesi fondamentale è che se l'evoluzione e il naturalismo sono entrambi veri, le facoltà cognitive umane si sono evolute per produrre credenze che hanno un valore per la sopravvivenza (massimizzando le quattro azioni-base: "alimentazione, fuga, lotta e riproduzione"), ma non necessariamente per la produzione di credenze che siano vere. Così, dal momento che le facoltà cognitive umane sono sintonizzate per la sopravvivenza, piuttosto che per la verità nel modello naturalismo-evoluzione, vi è ragione di dubitare della veridicità dei prodotti di quelle stesse facoltà, compresi naturalismo ed evoluzione. D'altra parte, se Dio ha creato l'uomo "a sua immagine", come sostiene la Bibbia ebraica, per mezzo di un processo evolutivo (o altro), allora Plantinga sostiene che le nostre facoltà sono probabilmente affidabili.
L'argomento non presuppone alcuna correlazione (o non-correlazione) necessaria tra credenze vere e sopravvivenza. Assumere il contrario – cioè, che in realtà ci sia una correlazione abbastanza forte tra verità e sopravvivenza – se l'apparato umano che forma le credenze si è evoluto dandone un vantaggio di sopravvivenza, allora deve condurre al vero dal momento che le credenze vere conferiscono un vantaggio di sopravvivenza. Plantinga replica che, mentre ci possono essere sovrapposizioni tra credenze vere e credenze che contribuiscono alla sopravvivenza, i due tipi di credenza non sono uguali, e fornisce il seguente esempio di un uomo di nome Paul: 
L'argomento di Plantinga è stato comunque criticato da diversi filosofi, come Elliot Sober e Branden Fitelson, i quali hanno mostrato la presenza di alcuni errori nelle premesse (come l'errata congiunzione logica fra facoltà cognitive di origine evolutiva e l'equiparazione fra naturalismo e ateismo); un'altra obiezione è stata formulata dal filosofo J. Wesley Robbins, che ha rilevato come l'argomento di Plantinga si possa applicare solo al dualismo cartesiano della mente - dimostrato essere incompatibile con i più recenti studi delle neuroscienze - mentre fallisca con approcci di tipo pragmatista; altre risposte critiche sono state raccolte in Naturalism Defeated?, pubblicato nel 2002, che contiene diverse obiezioni di undici filosofi ed epistemologi tra cui William Ramesey, Jerry Fodor, Ernest Sosa, William Alston; un'altra serie di critiche proviene dal filosofo della scienza Michael Ruse, che, tra l'altro, sottolinea come l'argomento di Plantinga confonda naturalismo metodologico e naturalismo metafisico.

### Evoluzione e cristianesimo
In passato, Plantinga ha mostrato il suo supporto alla teoria del Disegno intelligente. È stato membro del "Ad Hoc Origins Committee"' a supporto del libro di Philip Johnson, Darwin on Trial ("Processo a Darwin") contro il paleontologo Stephen Jay Gould e la sua recensione negativa su Scientific American nel 1992. Plantinga ha anche fornito il suo commento sulla copertina del libro di Johnson. È stato inoltre un Fellow della società (ora cessata) pro-disegno intelligente International Society for Complexity, Information, and Design, e ha presentato una serie di conferenze sul Disegno intelligente.
In un articolo del marzo 2010 su The Chronicle of Higher Education, il filosofo della scienza Michael Ruse sostiene che Plantinga è un "chiaro appassionato del disegno intelligente." In una lettera al direttore, Plantinga ha dato la seguente risposta:
... A me sembra che Dio certamente avrebbe potuto usare i processi darwiniani per creare il mondo vivente e dirigerlo come voleva che andasse; di conseguenza l'evoluzione in quanto tale, non implica che non ci sia una direzione nella storia della vita. Ciò che ha tale l'implicazione non è la teoria dell'evoluzione in sé, bensì un'evoluzione non guidata - l'idea che né Dio, né qualsiasi altra persona ci abbia messo le mani, a guidare, dirigere o orchestrare il corso dell'evoluzione. Ma la teoria scientifica dell'evoluzione, abbastanza sensatamente, non dice nulla sulla guida divina, né in un modo né nell'altro: non dice che l'evoluzione sia guidata divinamente, ma neanche che non lo sia. Come quasi tutti i teisti, rifiuto l'evoluzione non guidata, ma la teoria scientifica contemporanea dell'evoluzione proprio in quanto tale - escluse le aggiunte filosofiche o teologiche - non dice che l'evoluzione è senza guida. Come la scienza in generale, non fa dichiarazioni sull'esistenza o sull'attività di Dio.»

## Opere
Opere tradotte in italiano sono indicate con (IT)  a fine lista
- God and Other Minds. Ithaca: Cornell University Press. 1967. rev. ed., 1990. ISBN 0-8014-9735-3
- The Nature of Necessity. Oxford: Clarendon Press. 1974. ISBN 0-19-824404-5
- God, Freedom, and Evil. Grand Rapids: Eerdmans. 1974. ISBN 0-04-100040-4
- Does God Have A Nature? Wisconsin: Marquette University Press. 1980. ISBN 0-87462-145-3
- Faith and Rationality: Reason and Belief in God (curatore con Nicholas Wolterstorff). Notre Dame: University of Notre Dame Press. 1983. ISBN 0-268-00964-3
- Warrant: the Current Debate. New York: Oxford University Press. 1993. ISBN 0-19-507861-6 (1987-1988 Gifford Lectures), online
- Warrant and Proper Function. Oxford: Oxford University Press. 1993. ISBN 0-19-507863-2 (1987-1988 Gifford Lectures), online
- Warranted Christian Belief. New York: Oxford University Press. 2000. ISBN 0-19-513192-4 online
- Essays in the Metaphysics of Modality (curatore) Matthew Davidson. New York: Oxford University Press. 2003. ISBN 0-19-510376-9
- Knowledge of God (con Michael Tooley). Oxford: Blackwell. 2008. ISBN 0-631-19364-2
- Science and Religion (con Daniel Dennett). Oxford: Oxford University Press. 2010 ISBN 0-19-973842-4
- Where the Conflict Really Lies: Science, Religion, and Naturalism. Oxford: Oxford University Press. 2011. ISBN 0-19-981209-8
- Dio esiste. Perché affermarlo anche senza prove (Novae Terrae). Rubbettino. 2011. ISBN 978-8849829686 (IT)
- Garanzia della Fede Cristiana. Lindau. 2014. ISBN 978-8867082605